# Kočka krátkouchá
Kočka krátkouchá (Prionailurus bengalensis euptilura Elliot, 1871) je poddruh kočky bengálské. Vyskytuje se v Rusku, Číně, Koreji a Japonsku.

## Popis
Kočka krátkouchá váží 6–9 kg. Její tělo měří 60–70 cm, ocas je dlouhý 40 cm. Na rozdíl od poddruhů, které žijí jižněji, jsou její černé skvrny méně syté, zbarvení je obecně světlejší. Samice bývají březí 65–70 dnů, má 2–4 mláďata. Délka života je kolem 13 let. Mají noční a soumračnou aktivitu.

## Chov
Kočka krátkouchá je chována v několika zoo na území Česka:
- Zoo Praha[8]
- Zoo Olomouc[9]
- Zoo Jihlava

Chována je také ve slovenské Zoo Bojnice.